# Le Vivier
Pour les articles homonymes, voir Vivier (homonymie).
Le Vivier  est une commune française située dans le nord du département des Pyrénées-Orientales, en région Occitanie. Sur le plan historique et culturel, la commune est dans le Fenouillèdes, une dépression allongée entre les Corbières et les massifs pyrénéens recouvrant la presque totalité du bassin de l'Agly.
Exposée à un climat océanique altéré, elle est drainée par la Matassa et par un autre cours d'eau. La commune possède un patrimoine naturel remarquable composé de deux zones naturelles d'intérêt écologique, faunistique et floristique.
Le Vivier est une commune rurale qui compte 66 habitants en 2022, après avoir connu un pic de population de 445 habitants en 1846. Ses habitants sont appelés les Viviérols ou  Viviéroles.

## Géographie

### Localisation
La commune du Vivier se trouve dans le département des Pyrénées-Orientales, en région Occitanie.
Elle se situe à 37 km à vol d'oiseau de Perpignan, préfecture du département, à 17 km de Prades, sous-préfecture, et à 34 km de Rivesaltes, bureau centralisateur du canton de la Vallée de l'Agly dont dépend la commune depuis 2015 pour les élections départementales.
La commune fait en outre partie du bassin de vie d'Ille-sur-Têt.
Les communes les plus proches sont : 
Saint-Martin-de-Fenouillet (2,0 km), Fosse (2,6 km), Feilluns (2,7 km), Prats-de-Sournia (3,1 km), Vira (3,2 km), Pézilla-de-Conflent (4,4 km), Sournia (4,9 km), Ansignan (5,2 km).
Sur le plan historique et culturel, Le Vivier fait partie du Fenouillèdes, une dépression allongée entre les Corbières et les massifs pyrénéens recouvrant la presque totalité du bassin de l'Agly. Ce territoire est culturellement une zone de langue occitane.

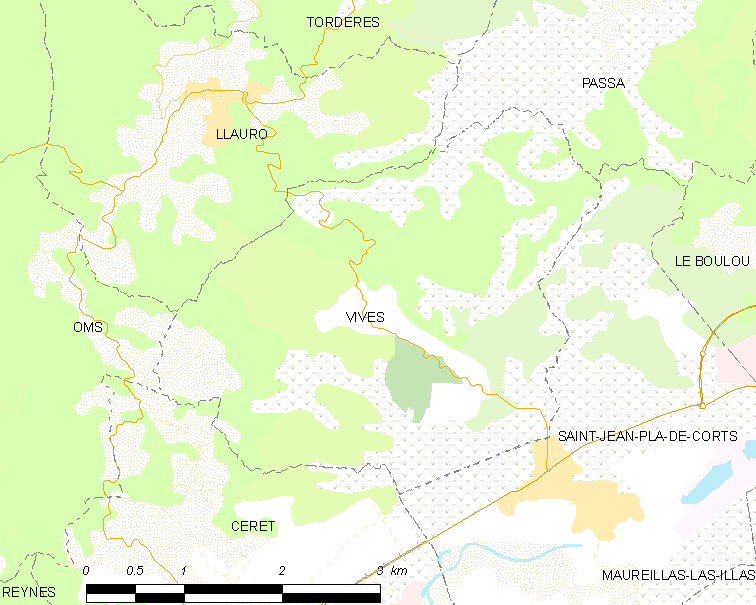
Situation de la commune.

|            | Fosse     | Saint-Martin-de-Fenouillet |
| Vira       | du Vivier | Feilluns                   |
| Rabouillet | Sournia   | Prats-de-Sournia           |

Note: Mauvaise image ci-dessous, à changer 66233 en 66234 (nécessite de se connecter pour la 'téléverser').

### Géologie et relief
La commune est classée en zone de sismicité 3, correspondant à une sismicité modérée.

### Climat
Pour des articles plus généraux, voir Climat de l'Occitanie et Climat des Pyrénées-Orientales.
En 2010, le climat de la commune est de type climat océanique altéré, selon une étude du CNRS s'appuyant sur une série de données couvrant la période 1971-2000. En 2020, Météo-France publie une typologie des climats de la France métropolitaine dans laquelle la commune est exposée à un climat de montagne ou de marges de montagne et est dans la région climatique Pyrénées orientales, caractérisée par une faible pluviométrie, un très bon ensoleillement (2 600 h/an), un air sec, particulièrement en hiver et peu de brouillards.
Pour la période 1971-2000, la température annuelle moyenne est de 12,7 °C, avec une amplitude thermique annuelle de 15,1 °C. Le cumul annuel moyen de précipitations est de 850 mm, avec 8 jours de précipitations en janvier et 4,6 jours en juillet. Pour la période 1991-2020, la température moyenne annuelle observée sur la station météorologique la plus proche, située sur la commune de Saint-Paul-de-Fenouillet à 6 km à vol d'oiseau, est de 14,7 °C et le cumul annuel moyen de précipitations est de 765,9 mm,. Pour l'avenir, les paramètres climatiques de la commune estimés pour 2050 selon différents scénarios d’émission de gaz à effet de serre sont consultables sur un site dédié publié par Météo-France en novembre 2022.

### Milieux naturels et biodiversité
L’inventaire des zones naturelles d'intérêt écologique, faunistique et floristique (ZNIEFF) a pour objectif de réaliser une couverture des zones les plus intéressantes sur le plan écologique, essentiellement dans la perspective d’améliorer la connaissance du patrimoine naturel national et de fournir aux différents décideurs un outil d’aide à la prise en compte de l’environnement dans l’aménagement du territoire.
Deux ZNIEFF de type 2 sont recensées sur la commune :
- la « forêt de Boucheville » (4 928 ha), couvrant 8 communes dont deux dans l'Aude et six dans les Pyrénées-Orientales[15] ;
- le « massif du Fenouillèdes » (34 157 ha), couvrant 40 communes dont une dans l'Aude et 39 dans les Pyrénées-Orientales[16].

## Urbanisme

### Typologie
Au 1er janvier 2024, Le Vivier est catégorisée commune rurale à habitat dispersé, selon la nouvelle grille communale de densité à sept niveaux définie par l'Insee en 2022.
Elle est située hors unité urbaine et hors attraction des villes,.

### Occupation des sols
L'occupation des sols de la commune, telle qu'elle ressort de la base de données européenne d’occupation biophysique des sols Corine Land Cover (CLC), est marquée par l'importance des forêts et milieux semi-naturels (77,9 % en 2018), en augmentation par rapport à 1990 (69,9 %). La répartition détaillée en 2018 est la suivante : 
forêts (65,7 %), zones agricoles hétérogènes (17,5 %), milieux à végétation arbustive et/ou herbacée (12,3 %), cultures permanentes (4,5 %). L'évolution de l’occupation des sols de la commune et de ses infrastructures peut être observée sur les différentes représentations cartographiques du territoire : la carte de Cassini (XVIIIe siècle), la carte d'état-major (1820-1866) et les cartes ou photos aériennes de l'IGN pour la période actuelle (1950 à aujourd'hui).

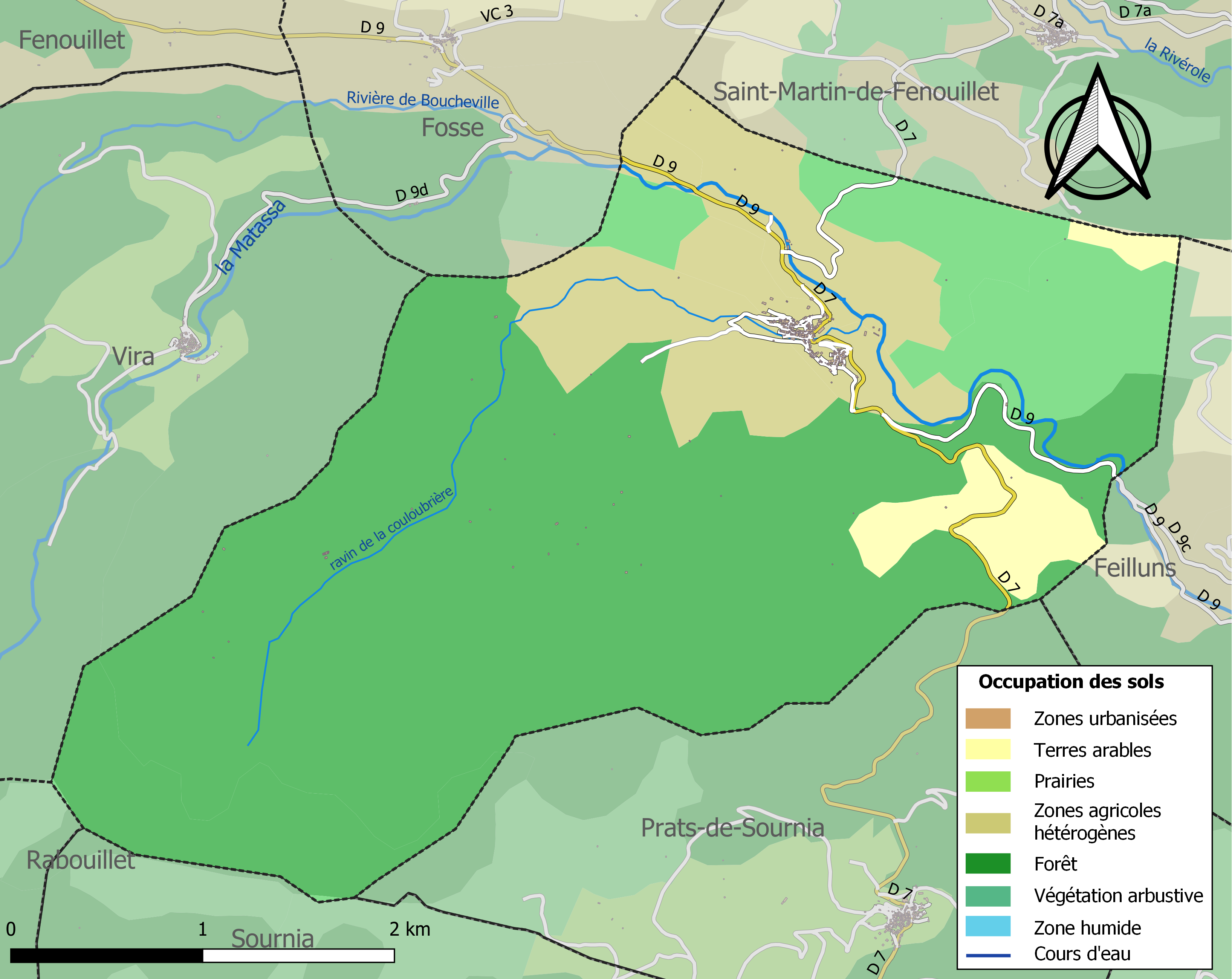
Carte des infrastructures et de l'occupation des sols de la commune en 2018 (CLC).

### Risques majeurs
Le territoire de la commune du Vivier est vulnérable à différents aléas naturels : inondations, climatiques (grand froid ou canicule), feux de forêts, mouvements de terrains et séisme (sismicité modérée). Il est également exposé à un risque particulier, le risque radon,.

#### Risques naturels

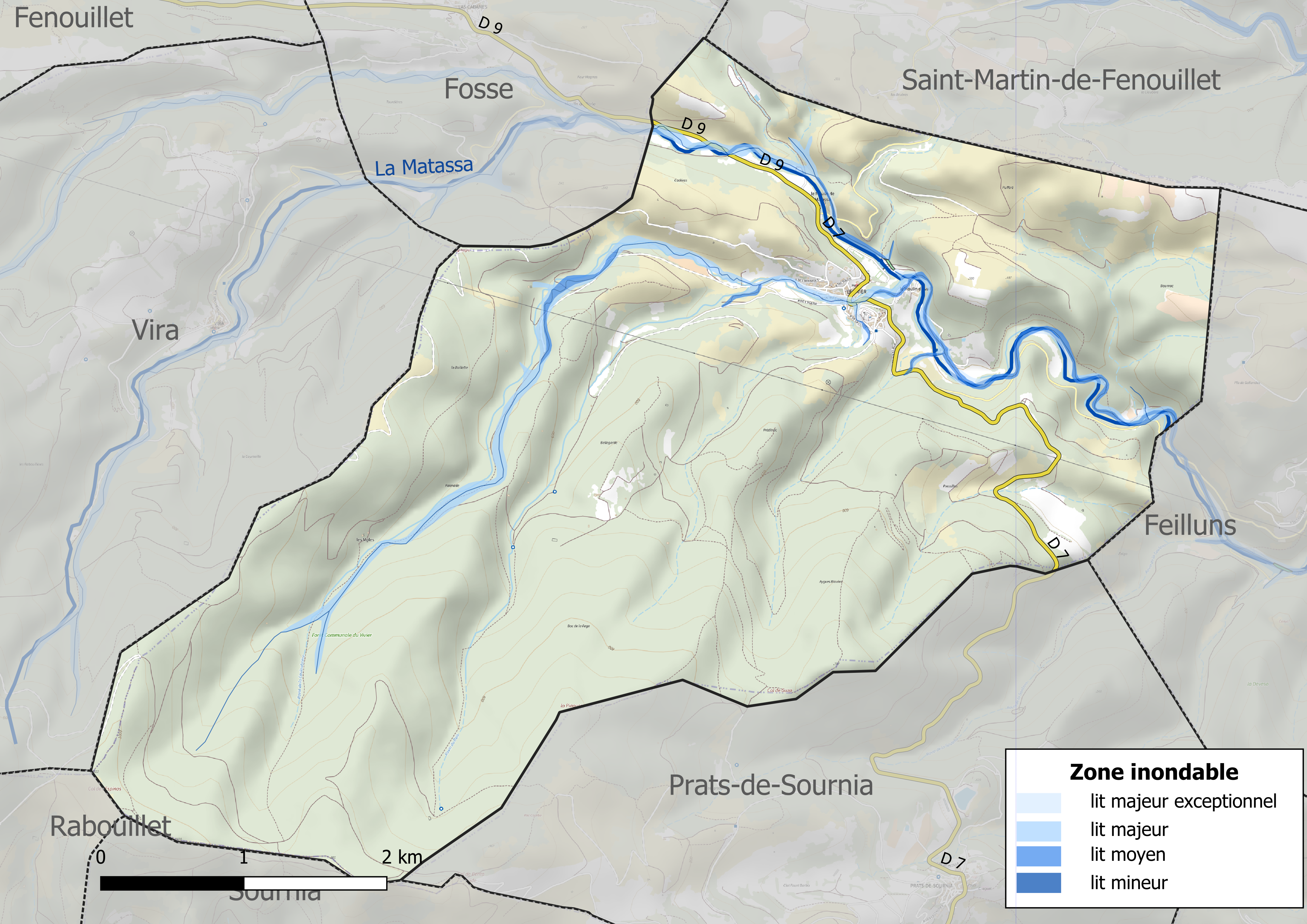
Zones inondables de la commune duVivier.

Certaines parties du territoire communal sont susceptibles d’être affectées par le risque d’inondation par crue torrentielle de cours d'eau du bassin de l'Agly.
Les mouvements de terrains susceptibles de se produire sur la commune sont soit des glissements de terrains, soit des chutes de blocs, soit des effondrements liés à des cavités souterraines. L'inventaire national des cavités souterraines permet par ailleurs de localiser celles situées sur la commune

#### Risque particulier
Dans plusieurs parties du territoire national, le radon, accumulé dans certains logements ou autres locaux, peut constituer une source significative d’exposition de la population aux rayonnements ionisants. Toutes les communes du département sont concernées par le risque radon à un niveau plus ou moins élevé. Selon la classification de 2018, la commune duVivier est classée en zone 3, à savoir zone à potentiel radon significatif.

## Toponymie
En occitan, le nom de la commune est El Vivièr, ce qui s'explique car dans l'occitan du Fenouillèdes coexistent les articles lo, le et el. Lo Vivièr constituerait une hypercorrection et il n'est pas souhaitable de l'utiliser. En catalan, le nom du village est El Viver.
Du latin vivarium (« vivier »).

## Histoire
Le territoire du Vivier fait partie de la vicomté de Fenouillèdes de 874 jusqu'en 1261. En 1367 le village compte 18 foyers qui payent l'impôt, avec Saint-Martin.

## Politique et administration

### Liste des maires
| Période                                  | Période        | Identité              | Étiquette | Qualité                                  |
| ---------------------------------------- | -------------- | --------------------- | --------- | ---------------------------------------- |
| Les données manquantes sont à compléter. |                |                       |           |                                          |
|                                          |                | Jean-Justin Bouchadel |           |                                          |
| mars 2001                                | 2014           | Monique Marcel        |           | Réélue en 2008                           |
| 2014                                     | 9 février 2018 | Michel Bénet          |           | Professeur de collège. Mort en fonction. |
| 2020                                     | En cours       | Éric Bouchadel        |           |                                          |

## Population et société

### Démographie ancienne
La population est exprimée en nombre de feux (f) ou d'habitants (H).
| 1709 | 1720 | 1774 | 1788  | 1789 |
| ---- | ---- | ---- | ----- | ---- |
| 76 f | 28 f | 66 f | 329 H | 38 f |

### Démographie contemporaine
L'évolution du nombre d'habitants est connue à travers les recensements de la population effectués dans la commune depuis 1793. Pour les communes de moins de 10 000 habitants, une enquête de recensement portant sur toute la population est réalisée tous les cinq ans, les populations de référence des années intermédiaires étant quant à elles estimées par interpolation ou extrapolation. Pour la commune, le premier recensement exhaustif entrant dans le cadre du nouveau dispositif a été réalisé en 2004.

En 2022, la commune comptait 66 habitants, en évolution de −16,46 % par rapport à 2016 (Pyrénées-Orientales : +3,92 %, France hors Mayotte : +2,11 %).
| 1793 | 1800 | 1806 | 1821 | 1831 | 1836 | 1841 | 1846 | 1851 |
| ---- | ---- | ---- | ---- | ---- | ---- | ---- | ---- | ---- |
| 253  | 240  | 276  | 331  | 373  | 411  | 417  | 445  | 441  |

| 1856 | 1861 | 1866 | 1872 | 1876 | 1881 | 1886 | 1891 | 1896 |
| ---- | ---- | ---- | ---- | ---- | ---- | ---- | ---- | ---- |
| 408  | 401  | 402  | 405  | 349  | 342  | 330  | 321  | 281  |

| 1901 | 1906 | 1911 | 1921 | 1926 | 1931 | 1936 | 1946 | 1954 |
| ---- | ---- | ---- | ---- | ---- | ---- | ---- | ---- | ---- |
| 265  | 263  | 277  | 246  | 233  | 224  | 232  | 216  | 222  |

| 1962 | 1968 | 1975 | 1982 | 1990 | 1999 | 2004 | 2006 | 2009 |
| ---- | ---- | ---- | ---- | ---- | ---- | ---- | ---- | ---- |
| 188  | 159  | 112  | 112  | 115  | 84   | 88   | 81   | 91   |

| 2014 | 2019 | 2022 | - | - | - | - | - | - |
| ---- | ---- | ---- | - | - | - | - | - | - |
| 79   | 69   | 66   | - | - | - | - | - | - |

| selon la population municipale des années : | 1968 | 1975 | 1982 | 1990 | 1999 | 2006 | 2009 | 2013 |
| Rang de la commune dans le département      | 133  | 153  | 159  | 156  | 170  | 189  | 186  | 188  |
| Nombre de communes du département           | 232  | 217  | 220  | 225  | 226  | 226  | 226  | 226  |

### Enseignement
Le Vivier ne dispose d'aucune école.

### Manifestations culturelles et festivités
- Fête patronale : 10 décembre[37] ;
- Foire : 24 octobre[37].

## Économie

### Emploi
|                | 2008   | 2013   | 2018   |
| -------------- | ------ | ------ | ------ |
| Commune        | 4,1 %  | 4,7 %  | 11,8 % |
| Département    | 10,3 % | 12,9 % | 13,3 % |
| France entière | 8,3 %  | 10 %   | 10 %   |

En 2018, la population âgée de 15 à 64 ans s'élève à 35 personnes, parmi lesquelles on compte 67,6 % d'actifs (55,9 % ayant un emploi et 11,8 % de chômeurs) et 32,4 % d'inactifs,. En  2018, le taux de chômage communal (au sens du recensement) des 15-64 ans est inférieur à celui du département, mais supérieur à celui de la France, alors qu'en 2008 il était inférieur à celui de la France.
La commune est hors attraction des villes,. Elle compte 17 emplois en 2018, contre 14 en 2013 et 9 en 2008. Le nombre d'actifs ayant un emploi résidant dans la commune est de 21, soit un indicateur de concentration d'emploi de 79,5 % et un taux d'activité parmi les 15 ans ou plus de 35,8 %.
Sur ces 21 actifs de 15 ans ou plus ayant un emploi, 11 travaillent dans la commune, soit 55 % des habitants. Pour se rendre au travail, 80 % des habitants utilisent un véhicule personnel ou de fonction à quatre roues, 15 % s'y rendent en deux-roues, à vélo ou à pied et 5 % n'ont pas besoin de transport (travail au domicile).

### Activités hors agriculture

#### Secteurs d'activités
8 établissements sont implantés  au Vivier au 31 décembre 2019.
Le secteur du commerce de gros et de détail, des transports, de l'hébergement et de la restauration est prépondérant sur la commune puisqu'il représente 50 % du nombre total d'établissements de la commune (4 sur les 8 entreprises implantées  au Le Vivier), contre 30,5 % au niveau départemental.

#### Entreprises et commerces
L'économie du village a toujours été de type agricole. Jusqu'aux années 1950, la polyculture était dominante (élevage, céréales, vignes...). Puis est venu le temps de la monoculture de la vigne.
Cette culture a été prospère jusqu'aux années 1980. Puis lentement elle a décliné. La dernière crise mondiale viticole, conjuguée au vieillissement de la population active, a eu raison de cette culture au début des années 2000. La fin de cette activité a aussi engendré la fin de tous les commerces locaux.
La vie économique actuelle est composée d'artisans, de nouveaux agriculteurs positionnés dans le BIO ou l'élevage et d'aide aux personnes.

### Agriculture
|               | 1988 | 2000 | 2010 | 2020 |
| ------------- | ---- | ---- | ---- | ---- |
| Exploitations | 21   | 13   | 3    | 1    |
| SAU (ha)      | 165  | 296  | 11   | 1    |

La commune est dans les Fenouillèdes », une petite région agricole occupant le nord-ouest  du département des Pyrénées-Orientales. En 2020, l'orientation technico-économique de l'agriculture  sur la commune est la culture de fruits ou d'autres cultures permanentes. Une seule  exploitation agricole ayant son siège dans la commune est recensée lors du recensement agricole de 2020 (21 en 1988). La superficie agricole utilisée est de 1 ha,,.

## Culture locale et patrimoine

### Monuments et lieux touristiques
- L'église Sainte-Eulalie du Vivier, église romane.
- Le Château du Vivier - restauration en cours

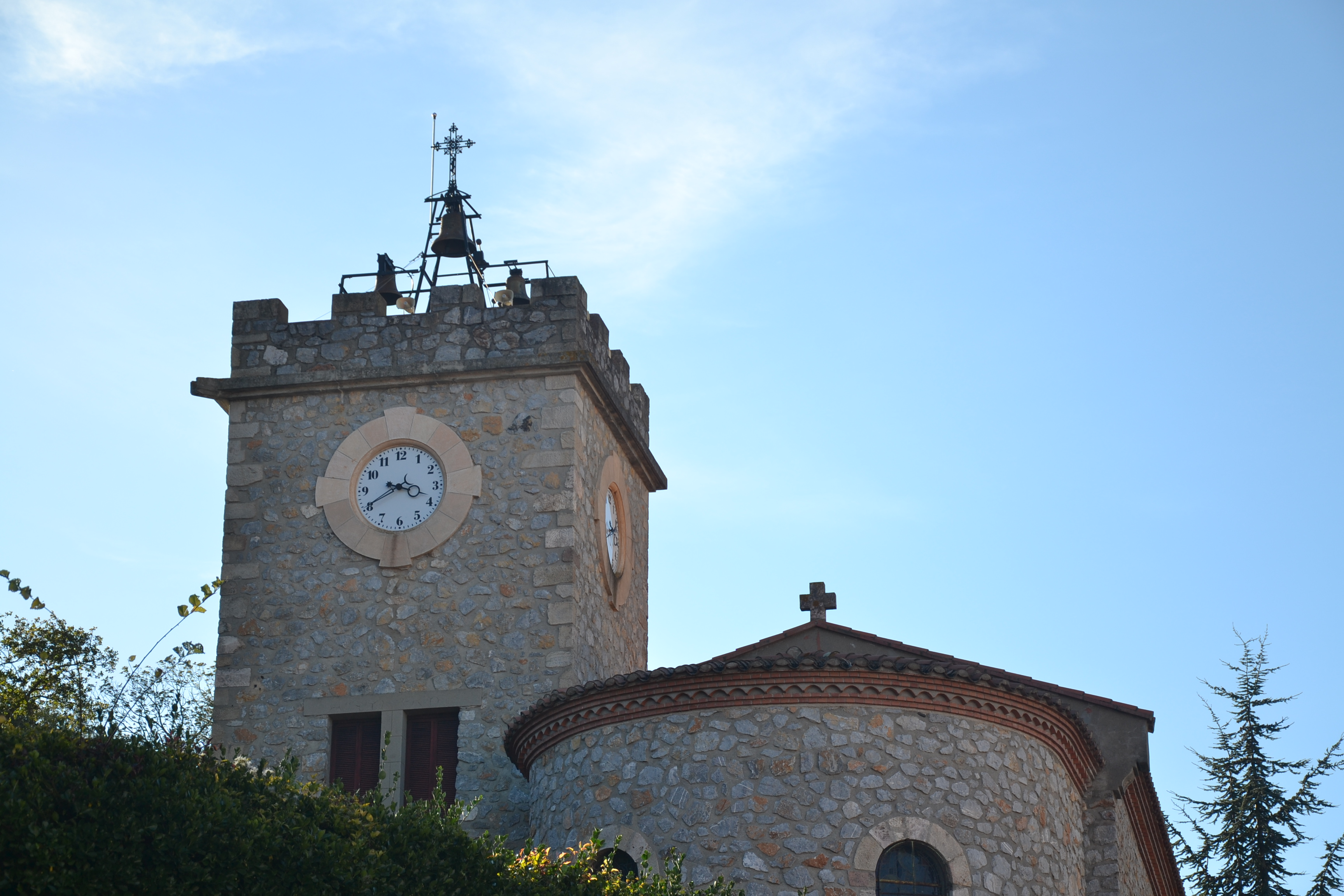
Église Sainte-Eulalie

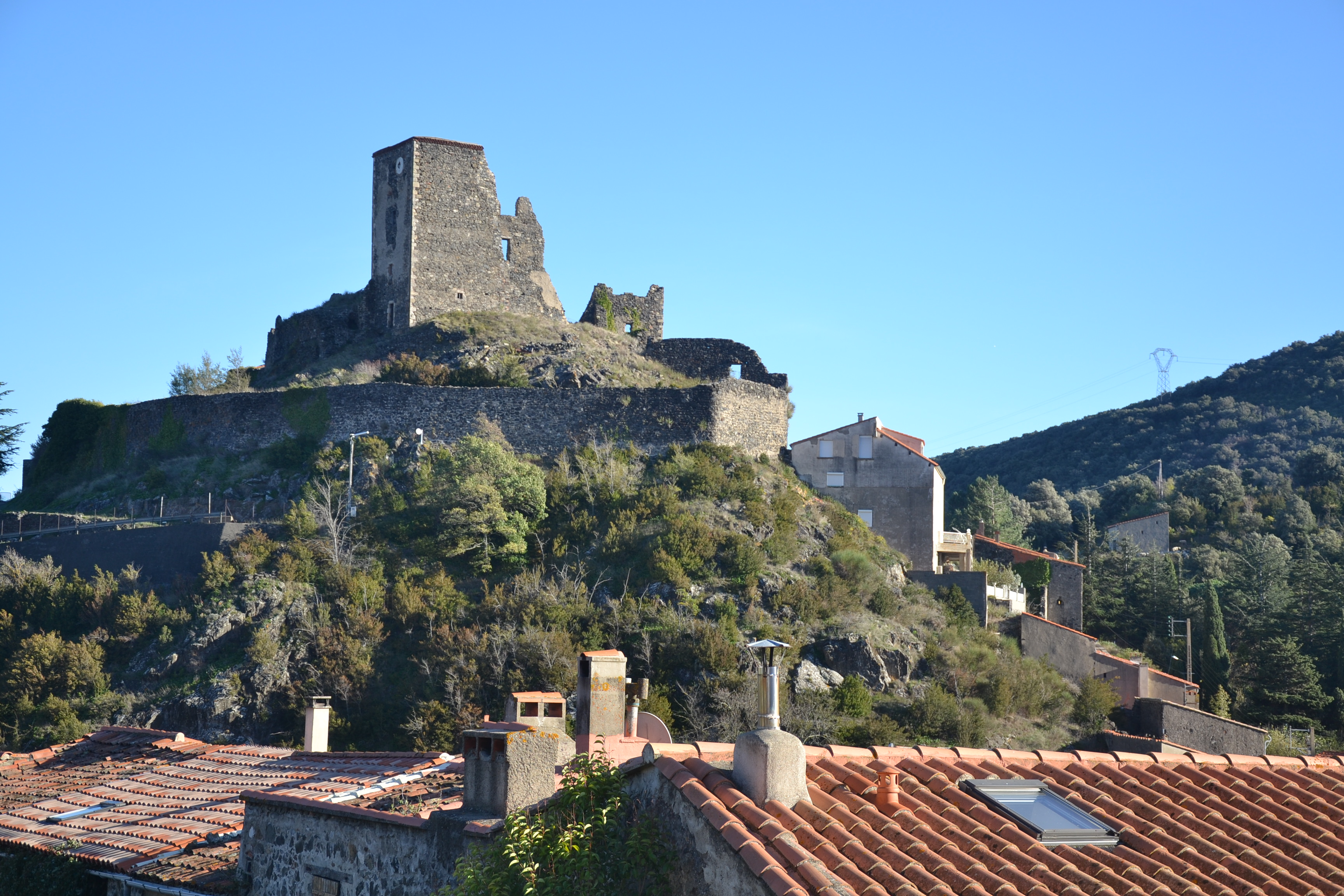
Le Château du Vivier

### Patrimoine naturel
- Le bois communal de Le Vivier abrite un hêtre remarquable appelé le fajas d'en Baillette[41].

### Héraldique
| Blason | Blasonnement : d'or à la jumelle de gueules. |